# Fakulta životního prostředí České zemědělské univerzity v Praze
Fakulta životního prostředí České zemědělské univerzity v Praze (FŽP ČZU) poskytuje komplexní vzdělání v širokém spektru oborů ochrany životního prostředí, přírody a krajiny. Svým zaměřením reaguje na moderní vzdělávací trendy a na poptávku praxe. Nabízené programy studia v různém poměru propojují ekologické a inženýrské (krajinářské) aspekty ochrany životního prostředí. Fakulta se zaměřuje na výuku, vědu a výzkum a spolupráci s praxí s relevantními aktéry v oblasti životního prostředí. Klade důraz na aplikační rovinu. Pracovníci fakulty se proto podílí na vytváření různých patentů, metodik, softwaru či map, popř. na přípravě znění zákonů.
Fakulta se dle odborné specializace člení na šest kateder, poskytuje dle Boloňské deklarace třístupňový systém studia a nabízí akreditované studijní programy v českém a anglickém jazyce v bakalářském, navazujícím magisterském a doktorském stupni studia, a pořádá kurzy celoživotního vzdělávání.
Prioritní oblasti výzkumu zahrnují například témata jako je klimatická změna, hospodaření s vodou, ochrana biodiverzity, management chráněných území či biotechnické úpravy v krajině a řadu dalších. Vědci publikují v předních vědeckých periodikách jako např. Nature, Science, PNAS, Water Research či Land Use Policy a jsou řešiteli prestižních grantů jako např. European Research Council (ERC) Consolidator Grant, Horizont 2020, Marie Skłodowska-Curie Actions. Nejpokročilejší specializovaný výzkum na FŽP reprezentují tzv. Profilové týmy.

## Historie a členění
Fakulta byla ustavena 1. července 2007, kdy se původní Fakulta lesnická a environmentální rozdělila na dva subjekty. Fakulta sídlí v areálu ČZU v Praze. Prvním děkanem byl zvolen v roce 2007 prof. Ing. Petr Sklenička, CSc.. V letech 2015 až 2023 působil na pozici děkana prof. RNDr. Vladimír Bejček, CSc., od roku 2023 jej ve funkci vystřídal prof. RNDr. Michael Komárek, Ph.D.
Dle odborné specializace se fakulta člení na šest kateder: 
- katedru prostorových věd
- katedru plánování krajiny a sídel
- katedru ekologie
- katedru aplikované ekologie
- katedru geoenvironmentálních věd
- katedru vodního hospodářství a environmentálního modelování

Do roku 2021 zde před svým rozdělením byla Katedra aplikované geoinformatiky a územního plánování.

## Studijní programy
Fakulta nabízí akreditované studijní programy v českém a anglickém jazyce v bakalářském, navazujícím magisterském i doktorském stupni studia, a kurzy celoživotního vzdělávání.

### Bakalářský stupeň
- Aplikovaná ekologie
- Environmental Data Science (vyučovaný v anglickém jazyce)
- Environmental Engineering (vyučovaný v anglickém jazyce)
- Geografické informační systémy a dálkový průzkum Země v životním prostředí
- Krajinářství
- Územní technická a správní služba v životním prostředí
- Vodní hospodářství
- Územní plánování

### Magisterský stupeň
- Ochrana přírody
- Environmentální modelování
- Krajinné inženýrství
- Krajinné a pozemkové úpravy
- Prostorové plánování
- Regionální environmentální správa
- Voda v krajině
- Udržitelný environmentální management
- Environmental Geosciences (vyučovaný v anglickém jazyce)
- Landscape Planning (vyučovaný v anglickém jazyce)
- Nature Conservation (vyučovaný v anglickém jazyce)

### Doktorský stupeň
- Ekologie
- Aplikovaná a krajinná ekologie
- Environmentální vědy o Zemi: specializace Environmentální modelování, Geoenvironmentální vědy, Prostorové vědy

### Kurzy celoživotního vzdělávání
- Ekologie a podpora biodiverzity
- Ochrana vodních zdrojů a vodní hospodářství

## Významní učitelé
- prof. RNDr. Vladimír Bejček, CSc.
- prof. Ing. arch. Karel Maier, CSc.
- prof. Ing. Petr Sklenička, CSc.
- prof. RNDr. Karel Šťastný, CSc.